# Francisco Tadeo Calomarde
Francisco Tadeo Calomarde (teljes nevén Francisco Tadeo Calomarde de Retascón y Arría; Villel, Aragónia, 1775. február 10. – Toulouse, 1842. június 19.) Santa-Isabel hercege, Almeida grófja,  spanyol államférfi.

## Életpályája
A francia invázió alatt 1808-ban a juntával, amelynek elnöke volt, előbb Sevillába, majd Cadizba vonult, de VII. Ferdinánd spanyol király visszatérése után ő volt az első, aki megtagadta az alkotmányt és meghódolt a korlátlan hatalmú királynak. Jutalmul az indiai főhivatal főtisztviselője lett. 1820-ban megint a liberálisokhoz szegődött, de befolyásra csak 1823-ban, az alkotmány második felfüggesztése után emelkedett. 1824 és 1832 között igazságügyminiszter volt és hatalmát a szabadság elnyomására és a szabadelvűek üldözésére használta fel. Amikor 1832-ben VII. Ferdinánd halála csak napok kérdésének látszott, Calomarde az első volt, aki Don Carlost királynak üdvözölte. VII. Ferdinánd király állapota váratlanul javult - Calomardét száműzték, mire Toulouseba menekült.